# 6485 Wendeesther
6485 Wendeesther è un asteroide areosecante. Scoperto nel 1990, presenta un'orbita caratterizzata da un semiasse maggiore pari a 1,9101734 UA e da un'eccentricità di 0,1476142, inclinata di 20,46428° rispetto all'eclittica.
L'asteroide è dedicato all'astronoma statunitense Wendee Esther Levy.